# Tantei wa mō, shinde iru.
Tantei wa mō, shinde iru. (探偵はもう、死んでいる。? in spagnolo La detective está muerta., lett. "La detective è morta"), talvolta nota con il titolo internazionale The Detective Is Already Dead, è una serie di light novel scritta da Nigojū e illustrata da Umibōzu, pubblicata da Media Factory sotto l'etichetta MF Bunko J dal 25 novembre 2019. Un adattamento manga con disegni di Mugiko è stato serializzato sulla rivista di manga seinen Monthly Comic Alive di Media Factory dal 27 maggio 2020 al 27 ottobre 2023. Un adattamento anime, prodotto da ENGI, è andato in onda in Giappone dal 4 luglio al 19 settembre 2021. Una seconda stagione è prevista per il 2026.

## Trama
Fin da quando era bambino, Kimihiko Kimizuka ha sempre avuto dei problemi in quanto crede di essere nato con un talento che lo attrae naturalmente in situazioni problematiche o pericolose, come per esempio essere costretto a unirsi a un flash mob mentre fa una passeggiata, inciampare accidentalmente in una transazione clandestina tra spacciatori oppure trovarsi sul luogo di un crimine abbastanza spesso da essere talvolta considerato un sospetto. Un giorno in particolare, al terzo anno delle medie, fu rapito e costretto a portare una valigia su un volo internazionale; su quel volo incontra Siesta, una ragazza che si autoproclama una "detective professionista". Dopo essere stato forzato a diventare il suo assistente, Kimihiko l'ha aiutata a impedire che l'aereo venisse dirottato, ma in questo frangente ha scoperto dell'esistenza di diverse organizzazioni della malavita. A seguito di numerose pressioni da parte della ragazza, Kimihiko accetta di essere il suo assistente e per tre anni hanno lavorato insieme, trovando e risolvendo un innumerevole numero di casi. Giunto al suo ultimo anno di liceo, Kimihiko si trova ancora una volta di fronte ai fantasmi del passato mentre cerca di risolvere nuovi casi che gli si parano dinanzi e si mostra estremamente infastidito dal fatto di essere chiamato detective, in quanto come lui afferma "la detective è già morta".

## Personaggi

Siesta e Kimihiko nell'anime

Kimihiko Kimizuka (君塚 君彦?, Kimizuka Kimihiko)
Doppiato da: Arata Nagai
Uno studente liceale di 18 anni con un talento per attirare i criminali tanto che in passato ha spesso assistito a vari crimini e anche in seguito è stato interrogato dalla polizia come potenziale sospetto. Questo suo talento, che lui stesso definisce un "attira guai", lo ha portato a incontrare la celebre detective Siesta, che lo voleva assumere come suo assistente, cosa che inizialmente rifiuta per la sua caratteristica di finire sempre in situazioni spiacevoli o pericolose. Nigojū prevedeva inizialmente di dargli lo pseudonimo di "Kurokage" durante la creazione della serie di romanzi.
Siesta (シエスタ?, Shiesuta)
Doppiata da: Saki Miyashita
Una ragazza misteriosa e autoproclamata "detective professionista" che possiede un moschetto e sette oggetti dotati di abilità magiche. Il suo motto è sventare i crimini prima che si verifichino. Fino alla sua morte, Siesta era un membro dei Sintonizzatori (調律者?, Chōritsu-sha), un'organizzazione di dodici persone che vogliono salvare il mondo dal caos. In origine Siesta era solo un personaggio minore della serie ma dopo che il manoscritto di Nigojū ha vinto il primo premio al MF Bunko Newcomer Award è diventata uno dei personaggi principali della serie.
Nagisa Natsunagi (夏凪 渚?, Natsunagi Nagisa)
Doppiata da: Ayana Taketatsu
Una studentessa delle superiori di 18 anni. Ha una personalità forte e dominante. Da bambina soffriva di un difetto cardiaco e per questo è stata costretta a rimanere nel letto d'ospedale. Un anno prima dell'inizio della storia, ha ricevuto un cuore da un donatore sconosciuto. Secondo i piani dell'autore, Nagisa doveva essere l'unica protagonista della serie.
Yui Saikawa (斎川 唯?, Saikawa Yui)
Doppiata da: Kanon Takao
Una ragazza delle scuole medie che è già un idol di successo all'età di 14 anni e appare regolarmente sulle riviste e spot pubblicitari. Assume Kimihiko e Nagisa per proteggere sia se stessa che un cimelio di famiglia da un ladro. Sebbene Yui sia il personaggio più giovane dell'opera è considerato quello più maturo. Nigojū aveva originariamente pianificato di affidare a Yui il ruolo di detective.
Charlotte Arisaka Anderson (シャーロット・有坂・アンダーソン?, Shārotto Arisaka Andāson)
Doppiata da: Saho Shirasu
Un'assassina di 17 anni che in origine doveva eliminare Siesta. Tuttavia, dopo aver perso una battaglia contro quest'ultima, Charlotte ha iniziato a idolatrarla. È per metà giapponese e ha radici statunitensi. Nel corso della serie diventa l'assistente di Fubi Kase.
Hel (ヘル?, Heru)
Doppiata da: Yumiri Hanamori
Hel è l'arcinemica di Siesta e inizialmente l'alter ego di Alicia che in seguito dovrà "vivere" nel corpo di Nagisa. Per salvare la vita di Alicia, Siesta ha dovuto sacrificare la propria vita, ma dopo la sua morte ha la capacità di prendere il controllo della coscienza di Hel e sopprime il suo lato malvagio. Hel è nota per "divorare i cuori umani".
Fūbi Kase (加瀬 風靡?, Kase Fūbi)
Doppiata da: Mai Fuchigami
Un alto ufficiale di polizia che ha incontrato Kimihiko in diverse circostanze. Per via del suo talento di trovarsi sempre nel luogo sbagliato, Fūbi è piuttosto scettica nei confronti del ragazzo.
Chameleon (カメレオン?, Kamereon)
Doppiato da: Takehito Koyasu
Un membro dell'organizzazione segreta SPES. Ha la capacità di trasformarsi in un camaleonte, da cui prende il nome. Nella sua forma umana ha i capelli bianchi e gli occhi viola. Nella sua forma camaleontica invece è molto più possente, ha denti aguzzi e assume un aspetto spaventoso.
Komori (コウモリ?, Kōmori, lett. "Pipistrello")
Doppiato da: Yoshitsugu Matsuoka
Komori è un ex antagonista della serie. In passato era un membro dell'organizzazione segreta SPES ed era il responsabile del dirottamento dell'aereo all'inizio della storia, ma in seguito è stato affrontato e sconfitto da Siesta e Kimihiko in un combattimento. Komori è un bugiardo e codardo che agisce solo per capriccio.
Cerberus (ケルベロス?, Keruberosu)
Doppiato da: Jōji Nakata
Un membro dell'organizzazione segreta SPES ed è un androide che ha anche i geni di un Kerberos e di un lupo mannaro. È il guardiano di Hel e proprio come Chameleon ha la capacità di assumere un'altra forma, quella di un lupo mannaro. Nonostante sia dotato di intelletto preferisce seguire i suoi istinti primitivi.
Alicia (アリシア?, Arishia)
Doppiata da: Maria Naganawa
Una bambina con i capelli rosa legati in due code di cavallo. Indossa un vestito simile a quello di Alice, la protagonista del romanzo Le avventure di Alice nel Paese delle Meraviglie di Lewis Carroll.

## Produzione
L'idea di Tantei wa mō, shinde iru è nata da una frase casuale a cui l'autore, Nigojū, ha pensato un giorno. La frase era "C'è un detective sull'aereo?", che in seguito divenne la frase che apre la storia.

## Media

### Light novel
La serie, scritta da Nigojū e illustrata da Umibōzu, viene pubblicata da Media Factory sotto l'etichetta MF Bunko J dal 25 novembre 2019. Al 25 luglio 2025 sono stati pubblicati 13 volumi.
| Nº | Data di prima pubblicazione | Data di prima pubblicazione | Data di prima pubblicazione |
| Nº | Giapponese                  | Giapponese                  |                             |
| -- | --------------------------- | --------------------------- | --------------------------- |
| 1  | 25 novembre 2019            | ISBN 978-4-04-064196-6      |                             |
| 2  | 24 gennaio 2020             | ISBN 978-4-04-064328-1      |                             |
| 3  | 25 giugno 2020              | ISBN 978-4-04-064593-3      |                             |
| 4  | 25 novembre 2020            | ISBN 978-4-04-680016-9      |                             |
| 5  | 25 maggio 2021              | ISBN 978-4-04-680440-2      |                             |
| 6  | 25 novembre 2021            | ISBN 978-4-04-680914-8      |                             |
| 7  | 25 agosto 2022              | ISBN 978-4-04-681657-3      |                             |
| 8  | 25 gennaio 2023             | ISBN 978-4-04-682108-9      |                             |
| 9  | 25 maggio 2023              | ISBN 978-4-04-682568-1      |                             |
| 10 | 25 ottobre 2023             | ISBN 978-4-04-682766-1      |                             |
| 11 | 25 marzo 2024               | ISBN 978-4-04-682767-8      |                             |
| 12 | 25 novembre 2024            | ISBN 978-4-04-684252-7      |                             |
| 13 | 25 luglio 2025              | ISBN 978-4-04-684979-3      |                             |

Un serie spin-off intitolata Natsunagi Nagisa wa mada, mesukōsei de itai. Tantei wa mō, shinde iru. Ordinary Case (夏凪渚はまだ、女子高生でいたい。探偵はもう、死んでいる。Ordinary Case? lett. "Nagisa Natsunagi vuole essere ancora una liceale. La detective è morta. Ordinary Case") scritta da Shusui Tsukimi e illustrata da Hanekoto viene pubblicata dal 25 agosto 2023. Al 24 febbraio 2024 sono stati pubblicati 2 volumi.
| Nº | Data di prima pubblicazione | Data di prima pubblicazione | Data di prima pubblicazione |
| Nº | Giapponese                  | Giapponese                  |                             |
| -- | --------------------------- | --------------------------- | --------------------------- |
| 1  | 25 agosto 2023              | ISBN 978-4-04-682770-8      |                             |
| 2  | 24 febbraio 2024            | ISBN 978-4-04-683345-7      |                             |

Un'altra serie spin-off dal titolo Charlotte wa tada, jiken wo tokitai. (シャーロットはただ、事件を解きたい。?, Shārotto wa tada, jiken o tokitai., lett. "Charlotte vuole solo risolvere i casi") scritta da Hinachihoko, illustrata da Minori Chigusa e supervisionata da Nigojū, viene pubblicata dal 24 maggio 2024
| Nº | Data di prima pubblicazione | Data di prima pubblicazione | Data di prima pubblicazione |
| Nº | Giapponese                  | Giapponese                  |                             |
| -- | --------------------------- | --------------------------- | --------------------------- |
| 1  | 24 maggio 2024              | ISBN 978-4-04-683609-0      |                             |

### Manga
Un adattamento manga di Mugiko è stato serializzato dal 27 maggio 2020 al 27 ottobre 2023 sulla rivista di manga seinen Monthly Comic Alive di Media Factory. I capitoli sono stati raccolti in 6 volumi tankōbon pubblicati dal 21 novembre 2020 al 23 ottobre 2023. Il manga adatta il primo volume della light novel.
| 1 | 21 novembre 2020 | ISBN 978-4-04-680007-7 |
| 1 | Capitoli (traduzioni letterali dei titoli) - Episode.0 Incontro con una detective (探偵との出会い?, Tantei to no deai) - Episode.1 La detective è assente (探偵は、不在?, Tantei wa, fuzai) - Episode.2 Di chi è questo cuore? (この心臓、誰のモノ??, Kono shinzō, dare no mono?) - Episode.3 Ti faccio saltare la testa (お前の頭を吹っ飛ばす?, Omae no atama o futtoba su) - Episode.4 Cuore, Komori (心臓、コウモリ?, Shinzō, Kōmori) - Episode.5 La detective sull'aereo (飛行機には、探偵?, Hikōki ni wa, tantei) |                        |
| 2 | 21 maggio 2021 | ISBN 978-4-04-680379-5 |
| 2 | Capitoli (traduzioni letterali dei titoli) - Episode.6 Androide -Komori- (人造人間-コウモリ-?, Jinzō ningen -Kōmori-) - Episode.7 Mystery con SF Fantasy (ミステリはSFファンタジーと共に?, Misuteri wa SF Fantajī to tomoni) - Episode.8 Dopo tutto questo tempo, me ne ricordo ancora (今も、ずっと、憶えてる?, Ima mo, zutto, oboeteru) - Episode.9 Riunione con la detective (探偵との再会?, Tantei to no saikai) - Episode.10 Un semplice lavoro per proteggere dei cimeli da tre miliardi (三十億の家宝を守り抜く簡単なお仕事?, San jū oku no kahō o mamorinuku kantan'na oshigoto) - Episode.SS Il giorno della richiesta - Dietro le quinte e gli straordinari (依頼の日――裏舞台と延長戦?, Irai no hi ―― ura butai to enchō-sen)                                                       |                        |
| 3 | 21 luglio 2021 | ISBN 978-4-04-680634-5 |
| 3 | Capitoli (traduzioni letterali dei titoli) - Episode.11 Questa è la nya Quality (それが、唯にゃクオリティ?, Sore ga, tada nya Kuoriti) - Episode.12 La Super Idol parla così (スーパーアイドルは、かく語りき?, Sūpāa Idoru wa, kaku katariki) - Episode.13 Ciò che vedo con quell'occhio (その瞳に視えているもの?, Sono hitomi ni mi ete iru mono) - Episode.14 È perché mi hai detto di andare al mare (海に行こうと君が言ったから?, Umi ni ikou to kimi ga ittakara) - Episode.SS La detective e il suo assistente sono in classe (探偵と助手は教室にいる?, Tantei to joshu wa kyōshitsu ni iru) |                        |
| 4 | 23 dicembre 2021 | ISBN 978-4-04-680987-2 |
| 4 | Capitoli (traduzioni letterali dei titoli) - Episode.15 Cenerentola prima delle dodici (十二時前のシンデレラ?, Jū ni-ji mae no Shinderera) - Episode.16 Il peggio è iniziato (最悪が、はじまった?, Saiaku ga, hajimatta) - Episode.17 Buenos días (Buenos días?) - Episode.18 Quei tre fantastici anni che ho passato con te (君と過ごした、あの目も眩むような三年間は?, Kimi to sugoshita, ano me mo kuramu yō na san nenkan wa) - Episode.19 È troppo presto per un epilogo. (エピローグには、まだ早い。?, Epirōgu ni wa, mada hayai.) - Episode.SS Girls Talk Extra (ガールズ・トーク・エクストラ?, Gāruzu Tōku Ekusutora) |                        |
| 5 | 23 maggio 2023 | ISBN 978-4-04-681737-2 |
| 5 | Capitoli (traduzioni letterali dei titoli) - Episode.20 Perché mi hai chiesto di indossare un uniforme da maid? (君がメイド服を着ろと言ったから?, Kimi ga meido-fuku o kiro to ittakara) - Episode.21 Nessuno sa la storia del giorno (誰も知らない日の話?, Dare mo shiranai-bi no hanashi) - Episode.22 Il vero nemico (本当の敵?, Hontō no teki) - Episode.23 Iniziare come produttore (プロデューサー事始め?, Purodeyūsā kotohajime) - Episode.SS La vita quotidiana di sei anni fa e il futuro (六年前と未来の日常?, Rokunenmae to mirai no nichijō) |                        |
| 6 | 23 ottobre 2023 | ISBN 978-4-04-682849-1 |
| 6 | Capitoli (traduzioni letterali dei titoli) - Episode.24 Semplici consigli per creare idol (アイドルをプロデュースするだけの簡単な推し事?, Aidoru o Purodeyūsu suru dake no kantan'na oshi koto) - Episode.25 Mistero con una leggera fantasia (ミステリは伝奇ファンタジーと共に?, Misuteri wa denki Fantajī to tomoni) - Episode.26 Ciò che possiamo fare noi che siamo vivi (生きているわたしたちができること?, Ikite iru watashi-tachi ga dekiru koto) - Episode.27 L'amico di ieri è il nemico di oggi (昨日の友は今日の敵?, Kinō no tomo wa kyō no teki) - Episode.28 La detective è sempre lì. (探偵はずっと、そこにいる。?, Tantei wa zutto, soko ni iru.) - Last Episode. Epilogue/Prologue (エピローグ／プロローグ?, Epirōgu/Purorōgu) - Episode.SS. Postfazione (あとがき?, Atogaki) |                        |

Un secondo adattamento manga di Poni intitolato Tantei wa mō, shinde iru. -The Lost Memory- (探偵はもう、死んでいる。-the lost memory-?) è stato serializzato dal 27 gennaio 2021 al 27 settembre 2022 sempre su Monthly Comic Alive. I capitoli sono stati raccolti 4 in volumi tankōbon pubblicati dal 21 maggio 2021 al 22 novembre 2022. Il manga adatta il secondo volume della light novel.
| 1 | 21 maggio 2021 | ISBN 978-4-04-680505-8 |
| 1 | Capitoli (traduzioni letterali dei titoli) - 1. Dopo il dirottamento, la balneazione è limitata (balneazione mista) (ハイジャックのあとは風呂に限る(混浴)?, Haijakku no ato wa furo ni kagiru (kon'yoku)) - 2. Commedia romantica adolescenziale (青春ラブコメ篇?, Seishun rabu kome-hen) - 3. Un abito bianco candido e una sposa volante (純白の衣装と空飛ぶ花嫁?, Junpaku no ishō to soratobu hanayome) - 4. Così i morti tornano in vita (死者はかくして蘇る?, Shisha wa kakushite yomigaeru) |                        |
| 2 | 21 ottobre 2021 | ISBN 978-4-04-680939-1 |
| 2 | Capitoli (traduzioni letterali dei titoli) - 5. Demone cremisi, regina di ghiaccio (prima parte) (紅蓮の悪魔、氷の女王＜前編＞?, Guren no akuma, kōri no joō <zenpen>) - 6. Demone cremisi, regina di ghiaccio (seconda parte) (紅蓮の悪魔、氷の女王＜後編＞?, Guren no akuma, kōri no joō <kōhen>) - 7. Ci trovavamo un anno nel futuro (それは一年後の未来へ向けて?, Sore wa ichinen-go no mirai e mukete) - 8. Tu sei un angelo, io sono un mostro (キミは天使、ボクは怪物?, Kimi wa tenshi, boku wa kaibutsu) - 9. Grazie per esserti arrabbiato (怒ってくれて、ありがとう?, Okotte kurete, arigatō) |                        |
| 3 | 21 aprile 2022 | ISBN 978-4-04-681317-6 |
| 3 | Capitoli (traduzioni letterali dei titoli) - 10. Non permetterò questo malinteso (その誤解だけは許さない?, Sono gokai dake wa yurusanai) - 11. Prendi una bambina. Fatti licenziare. (幼女を拾う。そしてクビになる。?, Yōjo o hirou. Soshite kubininaru.) - 12. Un nuovo fascicolo che inizia con una carneficina (修羅場から始まる新たな事件簿?, Shuraba kara hajimaru aratana jiken-bo) - 13. Bere e fumare per i minorenni è severamente vietato dalla legge (未成年の飲酒、喫煙は法律で固く禁じられています?, Miseinen no inshu, kitsuen wa hōritsu de kataku kinji rarete imasu) - 14. Questa è la svolta di tutto (ここがすべての転換点?, Koko ga subete no tenkan-ten) - 15. Detective VS detective (名探偵VS名探偵?, Mei tantei VS mei tantei) |                        |
| 4 | 22 novembre 2022 | ISBN 978-4-04-681970-3 |
| 4 | Capitoli (traduzioni letterali dei titoli) - 16. Non mi importa se mi prendi in giro (ばかにしてくれて、構わないから?, Baka ni shite kurete, kamawanai kara) - 17. Un nuovo viaggio (そしてもう一度、旅に出る?, Soshite mōichido, tabi ni deru) - 18. SPES (SPES?) - 19. Un'autentica atrocità (本物の凶悪?, Honmono no kyōaku) - 20. Rivincita (再戦?, Saisen) - 21. A te che sei ￮￮ il migliore del mondo (世界で一番○○な君へ?, Sekai de ichiban ￮￮ na kimi e) |                        |

Un manga 4 koma scritto da Nigozyu, disegnato da Moyashi Ime, con le copertine di Umibōzu e dal titolo Toaru mei tantei to joshu no rabu kome-teki nichijō @ tantei wa mō, shinde iru. (とある名探偵と助手のラブコメ的日常＠探偵はもう、死んでいる。? lett. "Una vita quotidiana da commedia romantica di una certa grande detective e del suo assistente @ La detective è morta") viene serializzato dal 25 febbraio 2022 sull'account ufficiale Twitter della serie. I capitoli vengono raccolti in volumi tankōbon dal 25 febbraio 2022; al 23 giugno 2023 il numero totale ammonta a 2. La serie reimmagina la vita quotidiana di Kimihiko e Siesta in veste di commedia romantica.
| Nº | Data di prima pubblicazione | Data di prima pubblicazione | Data di prima pubblicazione |
| Nº | Giapponese                  | Giapponese                  |                             |
| -- | --------------------------- | --------------------------- | --------------------------- |
| 1  | 25 febbraio 2022            | ISBN 978-4-04-681181-3      |                             |
| 2  | 23 giugno 2023              | ISBN 978-4-04-682569-8      |                             |

Un ulteriore manga spin-off viene serializzato a partire dall'estate 2023.

### Anime
Un adattamento anime di 12 episodi è stato annunciato il 20 gennaio 2021. La serie è animata dallo studio ENGI e diretta da Manabu Kurihara, con Deko Akao che si occupa della sceneggiatura e Yōsuke Itō che ha cura il character design. Yuuyu, Naoki Tani e Tatsuya Yano hanno composto la colonna sonora della serie. L'anime è stato trasmesso in Giappone dal 4 luglio al 19 settembre 2021 su AT-X e altre reti, dove il primo episodio è andato in onda come uno speciale di un'ora. Le VTuber Shirakami Fubuki e Natsuiro Matsuri di Hololive hanno compiuto un cameo nel terzo episodio. Le sigle sono rispettivamente Koko de ikiteru (ここで生きてる?) di Mary × jon-Yakitory (apertura) e Kodō (鼓動?) di Kagura Nana (chiusura). I diritti di distribuzione internazionale al di fuori dell'Asia sono stati acquistati da Crunchyroll che l'ha pubblicata in versione sottotitolata in simulcast.
Il 24 luglio 2022 è stata annunciata una seconda stagione. Lo staff e i membri del cast della prima stagione riprenderanno i rispettivi ruoli. La trasmissione è prevista per il 2026.

#### Episodi
La prima parte dell'episodio 1, quelli che vanno dal 2 al 4, il 10 e parte dell'11 e del 12 adattano il primo volume della light novel. La seconda parte dell'episodio 1, quelli che vanno dal 5 al 9 e parte dell'11 e del 12 invece adattano il secondo volume.
| Nº | Titolo italiano (traduzione letterale) Giapponese 「Kanji」 - Rōmaji | In onda           | In onda |
| Nº | Titolo italiano (traduzione letterale) Giapponese 「Kanji」 - Rōmaji | Giapponese        |         |
| 1  | Attenzione passeggeri: c'è un detective a bordo? 「お客様の中に、探偵の方はいらっしゃいませんか?」 - Okyaku-sama no naka ni, tantei no kata wa irasshaimasen ka?Inizia la commedia romantica adolescenziale 「開幕、青春ラブコメ編」 - Kaimaku, seishun rabukome-hen | 4 luglio 2021     |         |
| 2  | Dopo tutto questo tempo, me ne ricordo ancora 「今も、ずっと、憶えてる」 - Ima mo, zutto, oboeteru | 11 luglio 2021    |         |
| 3  | La Yui-nya Quality 「それが、唯にゃクオリティ」 - Sore ga, Yui-nya Kuoriti | 18 luglio 2021    |         |
| 4  | Ciò che vedo con quell'occhio 「その瞳に視えているもの」 - Sono hitomi ni miete iru mono | 25 luglio 2021    |         |
| 5  | Ci trovavamo un anno nel futuro 「それは一年後の未来へ向けた」 - Sore wa ichinen-go no mirai e muketa | 1º agosto 2021    |         |
| 6  | Demone cremisi, regina di ghiaccio 「紅蓮の悪魔、氷の女王」 - Guren no akuma, kōri no joō | 8 agosto 2021     |         |
| 7  | Prima o poi, mi ricorderò di questo giorno 「いつか、この日を思い出す)」 - Itsuka, kono hi o omoidasu | 15 agosto 2021    |         |
| 8  | E così, partimmo per un nuovo viaggio 「そうしてもう一度、旅にでる」 - Sōshite mō ichido, tabi ni deru | 22 agosto 2021    |         |
| 9  | SPES 「SPES」 - Supēsu | 29 agosto 2021    |         |
| 10 | Per questo, non posso diventare un detective 「だから俺は、探偵にはなれない」 - Da kara ore wa, tantei ni wa narenai | 5 settembre 2021  |         |
| 11 | Una luce al centro della speranza 「希望の中の光」 - Kibō no naka no hikari | 12 settembre 2021 |         |
| 12 | Quei tre fantastici anni che ho passato con te 「君と過ごした、あの目も眩むような三年間は」 - Kimi to sugoshita, ano me mo kuramu yō na san nenkan wa | 19 settembre 2021 |         |

### Altro
Un artbook intitolato Tantei wa mō, shinde iru. Umibōzu Artworks (探偵はもう、死んでいる。うみぼうずアートワークス?, Tantei wa mō, shinde iru. Umibōzu Ātowākusu) è stato pubblicato da Kadokawa Shoten il 25 marzo 2024.

## Accoglienza

### Vendite e popolarità
La serie di light novel ha vinto il 15º premio MF Bunko J per le nuove serie nel 2019. In seguito si è classificata al terzo e al primo posto rispettivamente a luglio e agosto 2021 nella classifica mensile di light novel di Oricon. Dopo l'uscita dell'anime, la serie di light novel ha triplicato il numero di copie in circolazione, passando dalle 250 000 copie del novembre 2020 alle 850 000 nel novembre 2021. Nel 2021 è stata la quinta serie più venduta, con 367 984 copie stimate. Nella guida Kono light novel ga sugoi! del 2021, la serie si è classificata al quarto posto tra le migliori light novel; nel 2022 è arrivata all'ottavo posto mentre nel 2023 e nel 2024 al decimo. A luglio 2022 la serie ha 1 milione di copie in circolazione.
Il protagonista maschile Kimihiko Kimizuka si è classificato al nono posto come personaggio maschile di una serie di light novel nella guida Kono light novel ga sugoi! del 2021. In seguito è arrivato al sesto posto nel 2022, all'ottavo nel 2023 e al settimo nel 2024. Siesta si è classificata al quarto posto come personaggio femminile più popolare del 2021. Successivamente è arrivata al secondo posto nel 2022, al sesto nel 2023 e al quarto nel 2024.

### Critica
Rebecca Silverman di Anime News Network ha recensito il primo volume della light novel, sostenendo che seppure sia un romanzo giallo con alcuni tropi ed elementi appartenenti al genere, spiccava maggiormente la parte fantascientifica leggermente soprannaturale che prende come base il concetto di detective e assistente in stile Holmes (Siesta) e Watson (Kimihiko). L'autore Nigojū era riuscito a rendere plausibile determinati aspetti presentati nel corso della storia, come ad esempio le abilità di alcuni nemici, e interessante il modo in cui Siesta è presente in tutta la storia. Nonostante quest'ultima sia morta, è il personaggio a cui tutti pensano e a cui fanno riferimento, e tutte le strade alla fine riconducono a lei, in maniera simile alla madre di Tohru di Fruits Basket che seppure non allo stesso livello, funziona comunque bene, mostrando come il ricordo di questa persona guidi l'intera storia. Altro elemento importante è legato al protagonista maschile, Kimihiko, che nonostante sia un individuo capace, non riesce a capire che Siesta gli abbia insegnato abbastanza per andare avanti da solo senza divenire subordinato a un altro detective. In sostanza, la serie dà meno importanza alla risoluzione di misteri e fornisce un maggiore spessore a Kimihiko che si rende conto che può essere l'eroe della storia. Un'altra nota positiva a detta della redattrice è che quest'ultimo non è il solito protagonista blando da cui tutte le ragazze sono inspiegabilmente attratte dato che ha una personalità notevole ma non riesce a rendersi conto di essere lui l'attuale protagonista del racconto. I misteri sono pochi e ovvi nelle loro soluzioni, mentre la storia soffre della sovrascrittura tipica delle light novel meno congegnate. In conclusione, il primo volume della serie non era da considerarsi terribile, ma presentava alcuni problemi che gli impedivano di essere inequivocabilmente bello, come ad esempio alcuni colpi di scena interessanti, il che lo porterebbe ad elevare a sufficienza la sua qualità, perciò affermò che se i lettori non si fossero aspettati un racconto basato sui misteri avrebbero avuto di che divertirsi.